# Нещото (филм, 2011)
Вижте пояснителната страница за други значения на Нещото.
„Нещото“ (на английски: The Thing) е американски научнофантастичен филм на ужасите с Мери Елизабет Уинстед в главната роля.
Предистория е на Нещото от 1982 г. на Джон Карпентър.

## Сюжет
Внимание:  Текстът по-долу разкрива сюжета на произведението (или части от него)!
Действието се развива 3 дни преди събитията от филма на Джон Карпентър. Палеонтологът Кейт Лойд (Мери Елизабет Уинстед) и нейните двама сътрудници Давида Морис (Давета Шерууд) и Адам Гудман (Ерик Кристиан Олсен) се присъединяват към норвежки научен екип, който открива извънземен космически кораб, разбил се и погребан в леда на Антарктида. Те откриват, едно същество, което изглежда, че е загинало в катастрофата преди векове.
Когато един експеримент освобождава извънземното от ледения затвор, Кейт, Адам и Давида се присъединяват към пилот на екипа, Картър (Джоел Едгъртън), за да се спасят от нещото, което има способността да ги абсорбира и имитира перфектно.

## Актьорски състав
- Мери Елизабет Уинстед – д-р Кейт Лойд, биолог
- Джоел Едгъртън – Сам Картър, пилот
- Улрих Томсен – д-р Сандер Халверсен
- Адеуале Акинуйе-Агбайе – Дерек Джеймсън
- Ерик Кристиан Олсен – Адам Гудмън
- Джонатан Уолкър – Колин
- Ким Бъбс – Жулиет
- Карстен Бьонлунд – Карл
- Йорген Лангел – Ларс
- Ян Гунар Рьойс – Олав
- Кристофър Хивю – Йонас
- Йо Адриан Хаавинд – Хенрик